# マンフレッド・マン (バンド)
マンフレッド・マン (Manfred Mann) は、イングランド出身のブリティッシュビート・バンド。ロンドンで結成され、1962年から1969年まで活動した。グループの名前は、メンバーで1970年代にマンフレッド・マンズ・アース・バンドを率いて成功したマンフレッド・マン（キーボード）にちなんで名付けられた。 バンドにはポール・ジョーンズ（1962年-1966年）とマイク・ダボ（1966年-1969年）の2人のリード・ヴォーカリストが在籍した。
彼等は1960年代に定期的にイギリスのチャートに登場し、最も成功した3つのシングル「ドゥ・ワ・ディディ・ディディ」、「プリティ・フラミンゴ」、「マイティ・クイン」は全英シングルチャートで1位を記録した。1964年のヒット曲「5-4-3-2-1」は、ITVのポップミュージックショー『レディ・ステディ・ゴー』のテーマ曲だった。彼等はブリティッシュ・インヴェイジョンの最中にイングランド南部を拠点とするグループでは初めて、アメリカのBillboard Hot 100で1位を記録した。

## 歴史

### 結成 (1962年-1963年)
マン・ハグ・ブルース・ブラザースは、マンフレッド・マン（キーボード）とマイク・ハグ（ドラム、ビブラフォン、ピアノ）によってロンドンで結成された。ハグはそれまでクラクトンでハウスバンドで活動していた。ブリティッシュ・ブルースブームにジャズへの共通の愛情をもたらし、ロンドンのクラブを席巻したブルース・ブラザースは、マイク・ヴィッカーズ（ギター、アルト・サックス、フルート）、デイヴ・リッチモンド（ベース）、ポール・ジョーンズ（リード・ヴォーカル、ハーモニカ）が加入してラインナップが完成した。彼等はこの時までにバンド名をマンフレッド・マン・アンド・ザ・マンフレッズに変えて、1962年後半から1963年初頭にかけてギグを行い、そのサウンドですぐに注目を集めた。
1963年3月、HMVのプロデューサーであるジョン・バージェスの要請でバンド名をマンフレッド・マンに変更した上で契約し、同年7月にスロー・ブルースのインストゥルメンタル「ホワイ・シュド・ウィ・ノット」のレコーディングを開始した。同曲も、続くヴォーカル入りの「コック・ア・フープ」もチャート・インできなかった。しかしインストゥルメンタル曲は木管楽器、バイブ、ハーモニカ、セカンド・キーボードがオーバーダビングされてサウンドにかなりの重みが与えられ、彼等が誇りを持っているジャズに触発された技術力を示した。彼等は同年の大晦日のショーでテレビに初登場した。

### 初期の成功 (1964年-1965年)
1964年、彼等はITVのポップ・ミュージック・ショー『レディ・ステディ・ゴー』の新しいテーマ曲を提供するよう依頼され、「5-4-3-2-1」を制作した。同曲は毎週テレビで放送され、全英シングルチャートで5位に上昇した。「5-4-3-2-1」が録音された直後にリッチモンドがバンドを脱退し、後任としてジョーンズの友人であるトム・マッギネスが加入した。マッギネスの加入はその後頻繁に行われたメンバー変更の最初であった。さらにオリジナルの「ハブル・バブル」がヒットした後、バンドは同年の初めにエキサイターズがBillboard Hot 100で78位を記録した「ドゥ・ワ・ディディ・ディディ」のカヴァーで全英シングルチャート、カナダおよびアメリカでチャート1位を記録した。
「ドゥ・ワ・ディディ・ディディ」の成功により、彼等は初期のジャズの影響を受けたブルースベースの音楽からポップスのハイブリッドに移行して、カヴァー曲からヒットシングルを作り続けた。ガール・グループのシュレルズのカヴァー「シャ・ラ・ラ」でイギリスでチャート3位、アメリカとカナダで12位を記録した。続くシングルはマリー・ナイトの「カム・トゥモロー」の感傷的なカヴァーだったが、両曲とも初期の作品よりも著しく軽いテクスチャーだった。一方、シングル「B」面と4曲入りEPではオリジナルの素材とインストゥルメンタルを披露し、アルバムではジャズとR&Bのテーマに回帰した。1964年発表のファースト・アルバム『ザ・ファイヴ・フェイシズ・オブ・マンフレッド・マン』には「スモークスタック・ライトニング」などのスタンダードが含まれ、このラインナップによる最後の作品となるセカンド・アルバム『マン・メイド』では何曲かのオリジナル・インストゥルメンタルと「ストーミー・マンデー・ブルース」のカヴァー、そしてノベルティとポップバラードが収録された。マキシン・ブラウンの「オー・ノー・ノット・マイ・ベイビー」のカヴァーでは、シングルのアレンジメントに新たな深みと洗練の段階が始まった。バンドは続いてボブ・ディランの一連のカヴァーで成功を収める。ベストセラーとなったEP『ザ・ワン・イン・ザ・ミドル』で「神が味方」をカヴァーし、1965年9月にシングル発表した「行ってもいいぜ」のカヴァーは全英2位となった。ジョーンズ作の「ザ・ワン・イン・ザ・ミドル」は全英シングルチャートでトップ10入りし、最後のオリジナル曲かつR&B曲となった。一連のヒットはジョン・バージェスがプロデュースした2番目の全英No.1シングル「プリティ・フラミンゴ」でクライマックスを迎えた。
彼等は初めにジャズとR&Bを融合させ、その後、チャート入りするようなポップミュージック路線を歩み始めたが、歌手および俳優として予想されるジョーンズのソロのキャリア、およびマイク・ヴィッカーズのオーケストラおよび楽器の野心への対処を望むことはできなかった。ジョーンズは代わりのヴォーカリストが見つかったらソロになるつもりであったが、ヴィッカーズが去った後も、さらに1年間バンドに留まった。マッギネスは彼のオリジナル楽器であるギターに移り、独特のナショナル製スティール・ギターで「行ってもいいぜ」と「プリティ・フラミンゴ」に貢献し、グレアム・ボンド・オーガニゼーションやジョン・メイオール&ザ・ブルースブレイカーズで活動していたジャック・ブルースがベーシストとして加入した。ブルースは「プリティ・フラミンゴ」とEP『インストゥルメンタル・アサイラム』で演奏した。『インストゥルメンタル・アサイラム』はチャート狙いのポップスのインストゥルメンタル・ヴァージョンで、グループにとっての実験であった。ブルースはまもなくクリームを結成するために脱退し、後任としてクラウス・フォアマンが加入した。バンドはその直後にレコード会社を変更したが、EMIは1963-66年の未発表曲を収めたEP『アズ・ワズ』（当時の新しいアルバム『アズ・イズ』のもじり）と、コンピレーション・アルバム『マン・メイド・ヒッツ』（1966年）、未発表曲を含むインストゥルメンタル・コンピレーション『ソウル・オブ・マン』（1967年）、そして最も物議を醸した未完成曲の「ユー・ゲイブ・ミー・サムボディ・トゥ・ラブ」（B面は「ポイズン・アイビー」、両方ともヴォーカルはポール・ジョーンズ）をセッションプレーヤーを起用してシングルとしてリリースした。同曲は全英シングルチャートで36位となり、グループを混乱させた。マッギネスの怒りのコメント「マンフレッドはニューシングルを認めない」は、彼らの新しいレコードレーベルの次のスタジオアルバムのスリーブに印刷された。

### マイク・ダボ時代 (1966年-1969年)

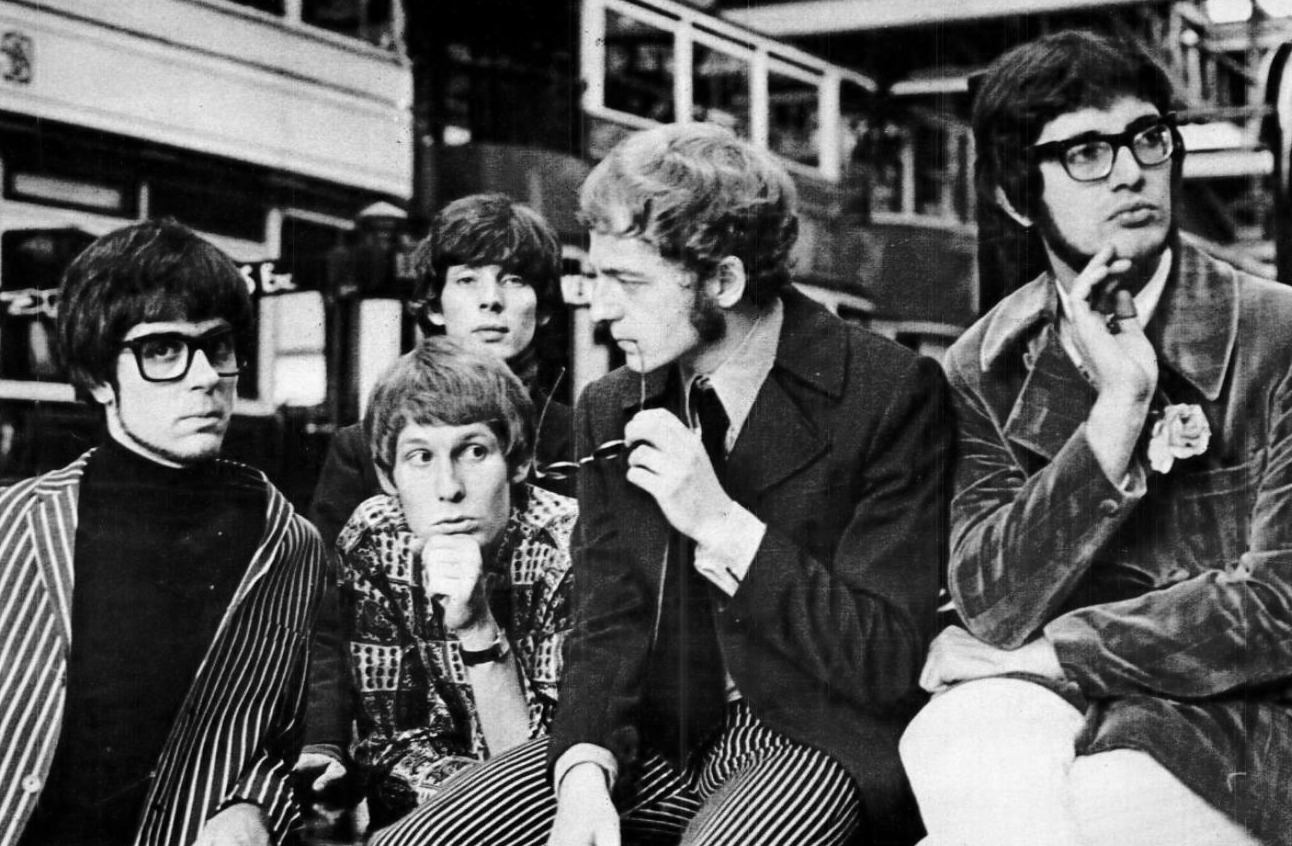
1966年。左からマン、ダボ、フォアマン, ハグ、マッギネス。

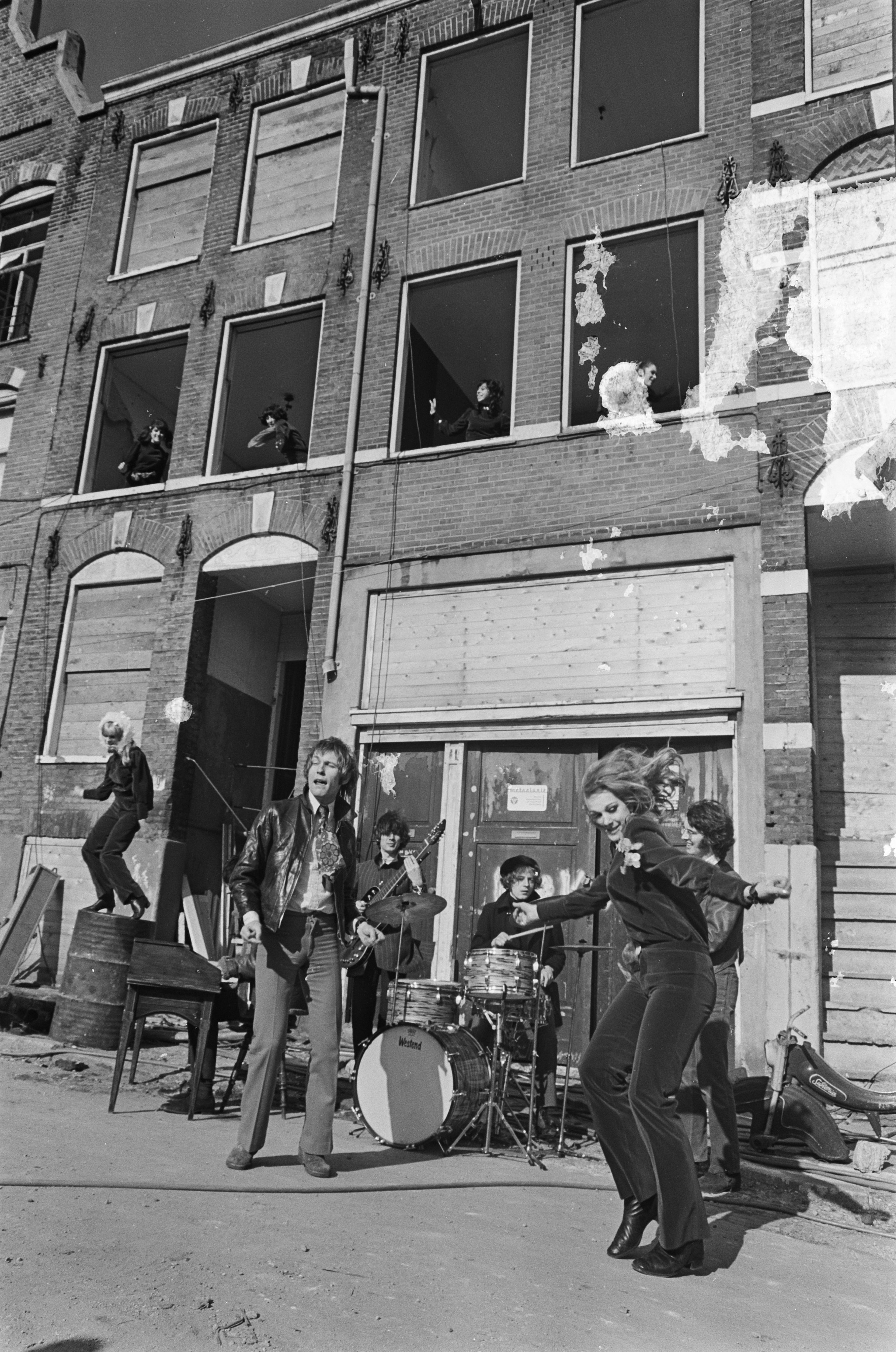
マンフレッド・マンとビートガールズ、Dutch TV「Moef Ga Ga」1968年3月22日

1966年7月、ジョーンズの後任としてマイク・ダボが加入し、グループはフォンタナ・レコードに移籍、シェル・タルミーがプロデューサーとなった。フォンタナでの最初のシングルであるディランのカヴァー「女の如く」はイギリスでトップ10に入り、スウェーデンでは1位となった。ニューアルバム『アズ・イズ』は、10月にリリースされた。グループのスタジオテクニックの向上により、ジャズ、ソウル、ブルースのルーツは失われた。次の2枚のシングル「ミスター・ジェイムスの花嫁さん」と「ピエロの花嫁さん」は、どちらもトップ5に到達した。別のインストゥルメンタルのEP『インストゥルメンタル・アサシネーション』は12月にリリースされた。同EPには元メンバーのデイヴ・リッチモンドがコントラバスで参加したがダボは不参加であることから、1966年より少し前のセッションであることが示唆された。
1967年、トミー・ロウの「スイート・ピー」のインストゥルメンタル・バージョンは、シングルとしてリリースされたが36位に達しただけで、複雑なキーボード・アレンジメントが行われたランディ・ニューマンの「ソー・ロング、ダッド」は、トップ20に入ることができなかった。したがって前年に発表されて年頭にチャートインした「ピエロの花嫁さん」を除いて、同年には大部分がチャートインできなかった。マンとハグは他の道を模索し始め、アルバムは制作されなかった。フォンタナはシングルの両面とインストゥルメンタルEPからの曲を集めた廉価版アルバム『ホワット・ア・マン』（Fontana SFL 13003）を編集した。
1968年には2月に映画『アップ・ザ・ジャンクション』のサウンドトラック、7月に『マイティ・ガーヴィ!』という2枚のアルバムがリリースされた。サウンドトラックからは「アップ・ザ・ジャンクションのテーマ」、B面に「スリーピー・ホロウ」のシングルがリリースされたが、これは失敗作であった。『マイティ・ガーヴィ!』からは3枚目のディランのカヴァー「マイティ・クイン」がシングルカットされ、彼等にとって3枚目のNo.1ヒットになり、カナダでは3位、アメリカでは10位を記録した。次のシングルは6月にリリースされたジョン・サイモンのカヴァー「マイ・ネーム・イズ・ジャック」であったが、アメリカのマーキュリー・レコードが歌詞の「スーパー・スペード」というフレーズについて「ヘイト・アシュベリーのドラッグの売人を連想させる」とクレームを付けたので、問題の部分を「スーパーマン」として再録音されるまでリリースは1週間遅れた。しかしながらイギリスでは元の歌詞のままリリースされた。12月にリリースされた「フォックス・オン・ザ・ラン」は、イギリスで5位になった。
『アップ・ザ・ジャンクション』のサウンドトラックも『マイティ・ガーヴィ!』もチャートインできなかった。メンバーは自分達が純粋にヒット・シングル・バンドとして見られるという制限とイメージに不満を感じ、1969年に解散した。

### 1970年代初頭
マンとハグはグループ終焉の時点ですでに広告のジングルを書いていたが、マンフレッド・マン・チャプター・スリーと共にグループ形式で協力し続けた。チャプター・スリーはヒットファクトリーとしてのグループのへの過剰反応としてマンによって説明された実験的なジャズロックバンドであった。しばらくの間、彼らの音楽観は一致した。チャプター・スリーのファーストアルバムに収録された「Travellin'Lady」、「A "B" Side」では、すべてかつてのグループの同じリフを使用していた。
しかし新しいグループは短命であり、1971年までにセカンドアルバム（およびリリースされていない可能性のある不完全なサードアルバム）をリリースした後に解散、マンは新しいグループを結成した。この新しいグループのオリジナル・ラインナップは、ミック・ロジャース（ギターとヴォーカル）、マンフレッド・マン（オルガン、シンセサイザー、ヴォーカル）、コリン・パテンデン（ベース）、クリス・スレイド（ドラムとヴォーカル）で構成されていた。その極初期の段階では、バンドは単に「マンフレッド・マン」と呼ばれ、1960年代のグループの続きであった。そのカルテット（「マンフレッド・マン」として）は1971年に最初のシングル、ディランのカヴァー「おねがいヘンリー夫人」をリリースした。

### アース・バンド
2枚目のシングル、ランディ・ニューマンの「リビング・ウィズアウト・ユー」もヨーロッパでは「マンフレッド・マン」としてリリースされたが、アメリカでは「マンフレッド・マンズ・アース・バンド」としてリリースされ、マイナーチャートでのヒットとなった。1972年以降、グループは「マンフレッド・マンズ・アース・バンド」の名称を使用し、マンフレッド・マンとは別のバンドと見なされている。彼等は1977年に「光に目もくらみ」をアメリカでヒットさせた。
マンフレッド・マンは、ロンドンのマーキー・クラブの25周年を祝うステージに出演するために、1983年6月にメンバー変更を行った。
1990年代に、元の1960年代のバンドメンバーが「ザ・マンフレッズ」を結成したが、バンド名の由来となったマンフレッド・マンは加わらなかった。彼らは60年代のヒット曲と何曲かのジャズ・インストゥルメンタルを演奏し、時にはポール・ジョーンズとマイク・ダボが同じステージに立った。トム・マッギネスは1970年にマッギネス・フリントを結成し、何曲かをヒットさせた後、1975年に解散した。ジョーンズとマッギネスはどちらもブルース・バンドの主力となり、1978年に結成を支援した。
2009年、マンフレッズ（ダボ、ハグ、ジョーンズ、マッギネス）はクラウス・フォアマンと合流し、「フォアマン&フレンズ」として『A Sideman's Journey』をリリースした。これには「マイティ・クイン」が収録された。

## メンバー

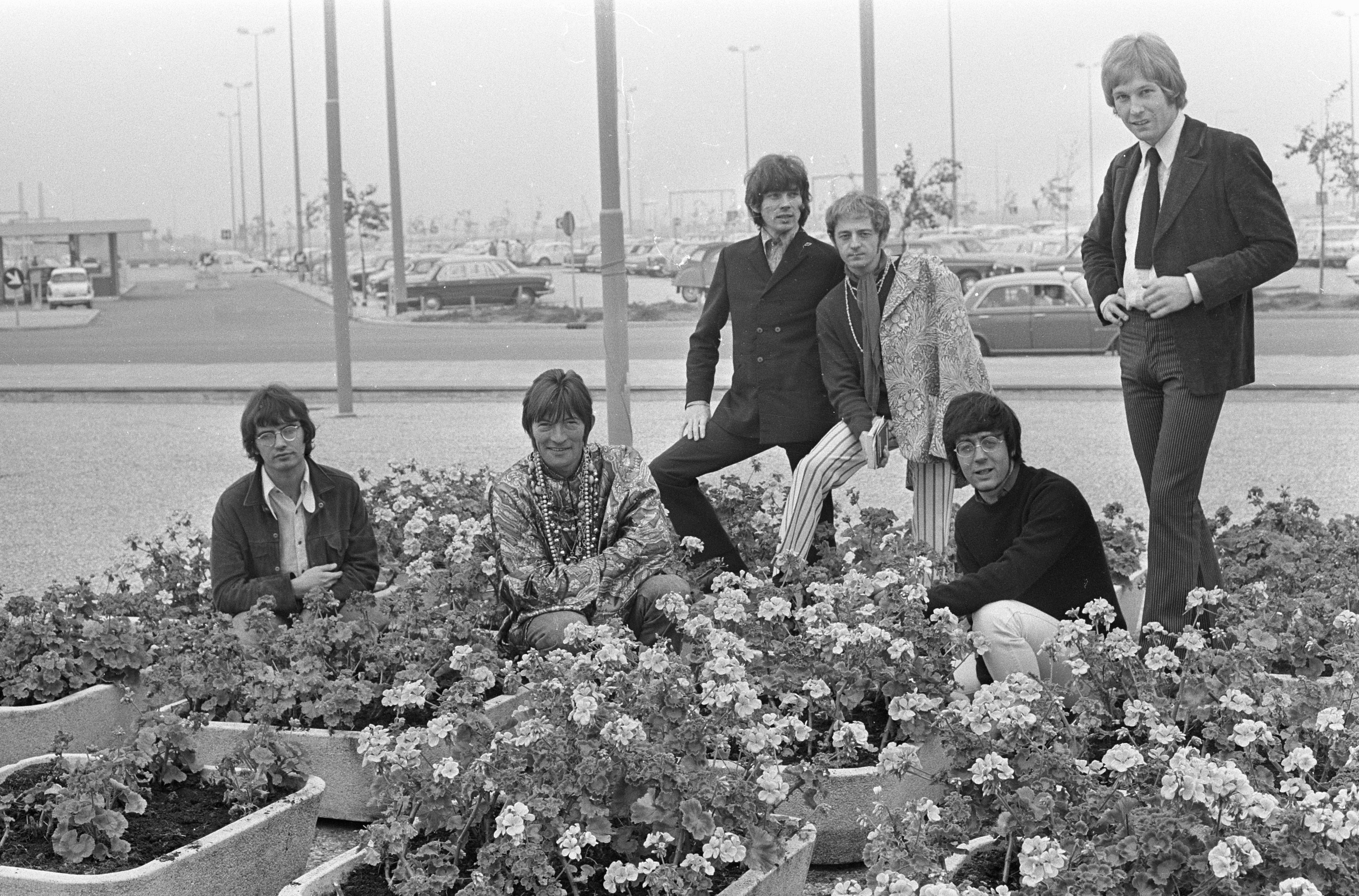
マンフレッド・マンとデイヴ・ベリー（1967年）。左からマッギネス、ベリー、フォアマン、ハグ、マン、ダボ。

- マンフレッド・マン (Manfred Mann) - キーボード (1962年 - 1969年)
- マイク・ハグ (Mike Hugg) - ドラムス、ビブラフォン、キーボード (1962年 - 1969年)
- ポール・ジョーンズ (Paul Jones) - ボーカル、ハーモニカ (1962年 - 1966年)
- マイク・ヴィッカーズ (Mike Vickers) - ギター、アルトサックス、フルート (1962年 - 1965年)
- デイヴ・リッチモンド (Dave Richmond) - ベース (1962年 - 1964年)
- トム・マッギネス (Tom McGuinness) - ベース (1964年 - 1965年)、ギター (1965年 - 1969年)

- ジャック・ブルース (Jack Bruce) - ベース (1965年 - 1966年)
- クラウス・フォアマン (Klaus Voormann) - ベース (1966年 - 1969年)
- マイク・ダボ (Mike d'Abo) - ボーカル、キーボード (1966年 - 1969年)

### タイムライン
注：最も注目すべき楽器が記述されている。メンバーのほとんどは多くの楽器を演奏した。

## ディスコグラフィ
UK アルバム
- 『ザ・ファイヴ・フェイシズ・オブ・マンフレッド・マン』 (1964年)
- 『マン・メイド』 (1965年)
- 『アズ・イズ』 (1966年)
- 『アップ・ザ・ジャンクション』 (1968年)
- 『マイティ・ガーヴィ!』 (1968年)

US アルバム
- 『ザ・マンフレッド・マン・アルバム』 (1964年)
- 『ザ・ファイヴ・フェイシズ・オブ・マンフレッド・マン』 (1965年)
- 『マイ・リトル・レッド・ブック』 (1965年)
- 『マン・メイド』 (1965年)
- 『プリティ・フラミンゴ』 (1966年)
- 『アップ・ザ・ジャンクション』 (1968年)
- 『ザ・マイティ・クイン』 (1968年)